# Эстре-Сен-Дени (кантон)
Эстре-Сен-Дени (фр. Estrées-Saint-Denis) — кантон во Франции, находится в регионе О-де-Франс, департамент Уаза. Расположен на территории двух округов: тридцать три коммуны входят в состав округа Клермон, тридцать восемь ― в состав округа Компьень.

## История
До 2015 года в состав кантона входили коммуны Арси, Гранфренуа, Канли, Лашель, Ле-Фейель, Лонгей-Сент-Мари, Монмартен, Муавиллер, Реми, Ривкур, Уданкур, Франсьер, Шеврьер, Эмевиллер, Эстре-Сен-Дени.
В результате реформы 2015 года   состав кантона был изменен. В его состав вошли упраздненные кантоны Меньеле-Монтиньи и Рессон-сюр-Ма.

## Состав кантона с 22 марта 2015 года
В состав кантона входят коммуны (население по данным Национального института статистики за 2018 г.):
- Авриньи (379 чел.)
- Антёй-Порт (412 чел.)
- Арси (763 чел.)
- Байёль-ле-Сок (643 чел.)
- Беллуа (89 чел.)
- Бленкур (101 чел.)
- Божи (253 чел.)
- Брен-сюр-Аронд (171 чел.)
- Булонь-ла-Грасс (466 чел.)
- Бьермон (174 чел.)
- Вакмулен (290 чел.)
- Вель-Перен (252 чел.)
- Виллер-сюр-Куден (1 396 чел.)
- Виньемон (435 чел.)
- Годанвиллер (221 чел.)
- Гранфренуа (1 783 чел.)
- Гранвиллер-о-Буа (309 чел.)
- Гурне-сюр-Аронд (562 чел.)
- Домпьер (241 чел.)
- Домфрон (315 чел.)
- Жиромон (539 чел.)
- Канли (771 чел.)
- Конши-ле-По (715 чел.)
- Кревкёр-ле-Пети (152 чел.)
- Крессонсак (443 чел.)
- Куаврель (248 чел.)
- Куден (1 067 чел.)
- Курсель-Эпайель (208 чел.)
- Кювилли (631 чел.)
- Ла-Нёвиль-сюр-Рессон (208 чел.)
- Ла-Нёвиль-Руа (940 чел.)
- Латоль (118 чел.)
- Ле-Плуайрон (113 чел.)
- Ле-Фейель (223 чел.)
- Ле-Фретуа-Во (249 чел.)
- Леглантье (551 чел.)
- Лонгей-Сент-Мари (1 923 чел.)
- Маркеглиз (478 чел.)
- Марньи-сюр-Ма (537 чел.)
- Меневиллер (103 чел.)
- Меньеле-Монтиньи (2 685 чел.)
- Мери-ла-Батай (628 чел.)
- Монжерен (179 чел.)
- Монмартен (264 чел.)
- Монтьер (418 чел.)
- Монши-Юмьер (776 чел.)
- Мортемер (223 чел.)
- Муавиллер (685 чел.)
- Муайенвиль (620 чел.)
- Нефви-сюр-Аронд (279 чел.)
- Орвиллер-Сорель (521 чел.)
- Пронлеруа (379 чел.)
- Реми (1 881 чел.)
- Ресон-сюр-Ма (1 692 чел.)
- Ривкур (610 чел.)
- Рикебур (296 чел.)
- Руайокур (206 чел.)
- Рувиллер (274 чел.)
- Сен-Мартен-о-Буа (285 чел.)
- Сен-Моренвиллер (277 чел.)
- Сернуа (296 чел.)
- Трико (1 381 чел.)
- Уданкур (668 чел.)
- Феррьер (473 чел.)
- Франсьер (548 чел.)
- Шеврьер (2 022 чел.)
- Шуази-ла-Виктуар (241 чел.)
- Эмевиллер (460 чел.)
- Энвиллер (82 чел.)
- Эпинёз (252 чел.)
- Эстре-Сен-Дени (3 749 чел.)

## Политика
На президентских выборах 2022 г. жители кантона отдали в 1-м туре Марин Ле Пен 38,6 % голосов против 23,5 % у Эмманюэля Макрона и 13,8 % у Жана-Люка Меланшона; во 2-м туре в кантоне победила Ле Пен, получившая 59,1 % голосов. (2017 год. 1 тур: Марин Ле Пен – 35,4 %, Эмманюэль Макрон – 18,7 %, Франсуа Фийон – 16,5 %, Жан-Люк Меланшон – 15,5 %; 2 тур: Ле Пен – 53,5 %. 2012 год. 1 тур: Марин Ле Пен – 28,4 %, Николя Саркози – 25,4 %, Франсуа Олланд – 23,4 %; 2 тур: Саркози – 53,3 %).
С 2015 года кантон в Совете департамента Уаза представляют  Анаис Дами (Anaïs Dhamy) и Патрис Фонтен (Patrice Fontaine) (оба – Республиканцы).
|                | Кандидаты                                | Партия                   | Первый тур | Первый тур     | Второй тур | Второй тур |
| Кол-во голосов | Кандидаты                                | Партия                   | % голосов  | Кол-во голосов | % голосов  |            |
| -------------- | ---------------------------------------- | ------------------------ | ---------- | -------------- | ---------- | ---------- |
|                | Анаис Дами Патрис Фонтен                 | Республиканцы            | 5 610      | 52,93          | 7 135      | 69,98      |
|                | Ванесса Бальсерски Жюльен Жоффруа        | Национальное объединение | 3 000      | 28,30          | 3 061      | 30,02      |
|                | Батист де Фрес де Монваль Стефани Пошоль | Левый блок – Зелёные     | 1 989      | 18,77          |            |            |

|                | Кандидаты                         | Партия             | Первый тур | Первый тур     | Второй тур | Второй тур |
| Кол-во голосов | Кандидаты                         | Партия             | % голосов  | Кол-во голосов | % голосов  |            |
| -------------- | --------------------------------- | ------------------ | ---------- | -------------- | ---------- | ---------- |
|                | Анаис Дами Патрис Фонтен          | Правый блок        | 4 288      | 26,29          | 7 900      | 53,12      |
|                | Стелла Бриэмальян Тьерри Пинсемен | Национальный фронт | 6 166      | 37,81          | 6 973      | 46,88      |
|                | Изабель Гранже Шарль Пуплен       | Левый блок         | 3 310      | 20,29          |            |            |
|                | Изабель Барт Оливье Де Бена       | Разные правые      | 1 377      | 8,44           |            |            |
|                | Люк Бланшар Жеральдин Мине        | Разные левые       | 1 169      | 7,17           |            |            |

|  | Кандидат     | Партия                    | % голосов |
|  | ------------ | ------------------------- | --------- |
|  | Шарль Пуплен | Разные левые              | 61,30     |
|  | Марсель Фуэ  | Союз за народное движение | 38,70     |